# Совет министров Нидерландов
Совет министров Нидерландов (нидерл. De Nederlandse ministerraad) представляет собой высший исполнительный орган Нидерландов, образуя вместе с королём конституционное Правительство Нидерландов (Regering) (ст. 42, 1 Конституции). Совет министров состоит из всех министров королевства по должности, включая министров без портфеля (ст. 45, 1). За политику Правительства несут ответственность министры, а не король (ст. 42, 2). Возглавляет Совет министров Премьер-министр Нидерландов (ст. 45, 2).
Государственные секретари, в отличие от министров, заседания СМ могут посещать лишь по специальному приглашению и не имеют права голоса.
СМ заседает каждую пятницу в Trêveszaal (зале договоров) Бинненхофа в Гааге. Решения дискутируются, но окончательное консенсусное решение должно быть единогласным. Если министр не согласен с решением, принятым на Совете министров, он должен подать в отставку. В заседаниях СМ теоретически может участвовать монарх, хотя практически Премьер-министр обсуждает с королём текущие дела еженедельно в другой день (по вторникам).
Совет министров Нидерландов не следует путать со следующими органами:
- Советом министров Королевства Нидерланды, который предусмотрен не Конституцией Нидерландов, а Хартией Королевства Нидерланды и управляет, помимо метрополии, также Арубой и Нидерландскими Антильскими островами.
- Кабинетом Нидерландов, куда входят не только министры, но и государственные секретари. В Конституции такой орган не упоминается, но фактически функционирует.

## Министерства
- Министерство безопасности и правосудия
- Министерство внутренних дел и по делам королевства
- Министерство инфраструктуры и окружающей среды
- Министерство по общим вопросам
- Министерство социальных дел и занятости
- Министерство экономики, сельского хозяйства и инноваций
- Министерство здравоохранения, социального обеспечения и спорта
- Министерство образования, культуры и науки